# Departamento de Meme
Meme es un departamento de la región Sudoeste de Camerún. En noviembre de 2005 tenía una población censada de 326 734 habitantes.
Está formado por los siguientes municipios:
- Konye 44,711
- Kumba I 68,095
- Kumba II 62,878
- Kumba III 35,358
- Mbonge 115,692